# The Man Hater
Pour plus de détails, voir Fiche technique et Distribution.
The Man Hater est un film américain réalisé par Albert Parker, sorti en 1917.

## Synopsis
Phemie Sanders, du fait de l'alcoolisme de son père et de ses conséquences sur sa vie de famille, a développé une haine envers les hommes, y compris envers Joe Stull, le forgeron du village qui voudrait l'épouser. À la mort de sa mère, Phemie prend sa jeune sœur en charge et se rend chez Joe pour accepter sa proposition de mariage, tout en lui annonçant qu'elle ne l'aimera jamais. Joe accepte ses conditions, pensant qu'elle finira par changer d'avis, mais Phemie reste ferme. Ayant lu dans le journal un article sur le pouvoir de la jalousie dans le mariage, Joe décide d'écrire des lettres anonymes à Phemie, la prévenant de l'existence d'une autre femme dans la vie de Joe. Cela reste sans effets jusqu'à ce qu'une autre femme arrive réellement. Lucy Conyer, qui avait été jadis amoureuse de Joe, est maintenant veuve. Elle cherche à attirer l'attention de Joe, et cela finit par faire réagir Phemie, qui reproche à Joe de la négliger, et finit par confesser son amour pour lui.

## Fiche technique
- Titre original : The Man Hater
- Réalisation : Albert Parker
- Scénario d'après la nouvelle homonyme de Mary Brecht Pulver
- Photographie : Roy Vaughan
- Production : Allan Dwan
- Société de production : Triangle Film Corporation
- Société de distribution : Triangle Film Corporation
- Pays d’origine :  États-Unis
- Langue originale : anglais
- Format : noir et blanc — 35 mm — 1,37:1 — Film muet
- Genre : drame
- Durée : 50 minutes (5 bobines)
- Dates de sortie :  États-Unis : 2 septembre 1917

## Distribution
- Winifred Allen : Phemie Sanders
- Jack Meredith : Joe Stull
- Harry Neville : le père de Phemie
- Jessie Shirley : la mère de Phemie
- Marguerite Gale : Lucy Conyer
- Robert Vivian : le docteur
- Ann Dvorak : la sœur de Phemie